# Telhado (Vila Nova de Famalicão)
Telhado é uma povoação portuguesa do Município de Vila Nova de Famalicão que foi sede da extinta Freguesia de Telhado, freguesia que tinha 4,89 km² de área e 1 784 habitantes (2011), e, por isso, uma densidade populacional de 364,8 hab/km².
Em 2013, a Freguesia de Telhado foi unida às freguesias de São Cosme do Vale e Portela, formando a União das Freguesias de Vale (São Cosme), Telhado e Portela com sede em Telhado.

## População
| População da Freguesia de Telhado | População da Freguesia de Telhado | População da Freguesia de Telhado | População da Freguesia de Telhado | População da Freguesia de Telhado | População da Freguesia de Telhado | População da Freguesia de Telhado | População da Freguesia de Telhado | População da Freguesia de Telhado | População da Freguesia de Telhado | População da Freguesia de Telhado | População da Freguesia de Telhado | População da Freguesia de Telhado | População da Freguesia de Telhado | População da Freguesia de Telhado |
| --------------------------------- | --------------------------------- | --------------------------------- | --------------------------------- | --------------------------------- | --------------------------------- | --------------------------------- | --------------------------------- | --------------------------------- | --------------------------------- | --------------------------------- | --------------------------------- | --------------------------------- | --------------------------------- | --------------------------------- |
| 1864                              | 1878                              | 1890                              | 1900                              | 1911                              | 1920                              | 1930                              | 1940                              | 1950                              | 1960                              | 1970                              | 1981                              | 1991                              | 2001                              | 2011                              |
| 761                               | 798                               | 659                               | 723                               | 711                               | 680                               | 667                               | 806                               | 973                               | 1 173                             | 1 382                             | 1 712                             | 1 775                             | 1 799                             | 0                                 |